# 동북아시아지역자치단체연합
동북아시아지방정부연합(구.동북아시아지역 자치단체연합)(東北亞細亞地域 自治團體聯合, 영어: Association of North East Asia Regional Governments, NEAR)은 중국, 일본, 한국, 몽골, 러시아, 북한의 동북아 6개국 82개 광역자치단체의 연합으로 호혜•평등의 정신을 바탕으로 상호 교류협력을 증진시켜 지역의 공동발전과 세계평화에 기여하기 위해 창설된 국제기구이다.

## 창설
1993년부터 중국, 일본, 한국, 러시아 4개국의 지방자치단체장들이 동북아시아지역자치단체회의를 개최하다가, 제4회 회의(1996년 9월, 경상북도 경주시)때 연합헌장을 채택하면서 동북아시아지역자치단체연합이 국제기구로서 창설되었다. 이후 2024년 현재 북한과 몽골 자치단체의 참여로 6개국 82개 회원지방정부로 확대되어 동북아의 지자체간 대표적인 협력체로 성장하고 있다.

## 조직
연합은 총회, 실무위원회, 각 분과위원회가 구성되어 있으며 국제포럼, 워크숍 등을 통하여 연합의 창설목적인 동북아 공존공영 달성을 위한 다양한 활동을 펼치고 있다.
총회는 회원자치단체의 대표로 구성되는 최고 의결기관으로서 격년제로 개최되고 있다. 의장은 1인으로 임기는 2년이며, 총회를 개최하는 자치단체의 장이 총회 만료일까지 의장직 수행한다.
실무위원회는 각 회원자치단체의 장이 지명하는 국(청)장급으로 구성하며, 실무위원회 주임(위원장)은 격년으로 총회가 개최되는 해의 전년도에 회의를 소집하여 기능을 수행한다.
분과위원회는 각 분야별로 구성되어 연합에서 제안된 개개의 프로젝트 또는 과제의 원활한 추진을 지원하고 있다. 현재 경제인문, 환경, 방재, 교육문화, 관광, 해양어업 등 17개의 분과위원회가 설치되어 운영 중이다.

## 회원
1996년 창설 시에는 중국 3개 단체, 일본 9개 단체, 대한민국 9개 단체, 러시아 8개 단체 등 4개국 29개 자치단체가 참여하였다. 2002년에는 북한, 몽골, 러시아 자치단체의 참여로 6개국 40개 자치단체로 확대되었고, 2008년 총회(중국 산둥성)에서 한국의 인천광역시, 대전광역시, 광주광역시, 울산광역시, 러시아 마가단주의 가입으로 6개국 69개 회원단체로 늘어났으며, 2010년에는 러시아 케메롭스키주, 2012년 한국 세종특별시가 신규로 가입하여 6개국 71개 단체가 되었다. 이로써 한국은 17개 광역지방자치단체 중 서울을 제외한 나머지 16개 모든 광역지자체가 회원으로 가입되었다. 2014년에는 중국 지린성, 러시아 하카시야 공화국이 가입하였고, 2016년에는 중국 섬서성, 네이멍구자치구, 산서성, 안후이성이 가입하였으며, 2018년 일본 아키타현, 2021년 중국 랴오닝성의 가입, 2023년 중국 간쑤성과 러시아 알타이공화국의 가입과 2024년 중국 칭하이성 가입 으로 총 6개국 82개 지방정부가가 회원으로 가입되어 있다.
< NEAR의 회원단체 >
중 국(14개 단체) : 헤이룽장성․허난성․후베이성․후난성․지린성․닝샤후이족자치구․산둥성, 섬서성, 네이멍구자치구, 산서성, 안후이성, 랴오닝성, 간쑤성, 칭하이성
일 본(11개 단체) : 아오모리현․야마가타현․니이가타현․토야마현․이시카와현․후쿠이현․교토부․효고현․돗토리현․시마네현, 아키타현
한 국(16개 단체) : 부산광역시․대구광역시․인천광역시•광주광역시․대전광역시․울산광역시․경기도․강원도․충청북도․충청남도․전라북도․전라남도․경상북도․경상남도․제주특별자치도․세종특별자치시
북 한(2개 단체) : 함경북도․나선특급시
몽 골(22개 단체) : 울란바타르시․아르항가이아이막․바양울기아이막․바양홍고르아이막․볼강아이막․고비알타이아이막․고비숨베르아이막․다르항오올아이막․도르노드아이막․도르노고비아이막․돈드고비아이막․자브항아이막․오르홍아이막․우브르항가이아이막․움느고비아이막․수흐바타르아이막․셀렝그아이막․투브아이막․옵스아이막․홉드아이막․훕스쿨아이막․헹티아이막
러시아(17개 단체) : 부랴티야공화국․사하(야쿠치아)공화국․튀바공화국․알타이변경주․자바이칼변경주․크라스노야르스크변경주․연해변경주․하바롭스크변경주․아무르주․이르쿠츠크주․캄챠카변경주․마가단주․사할린주․톰스크주․케메롭스키주․하카시야공화국, 알타이공화국

## 역대 의장
초대의장
한국 경상북도 이의근 지사(1996.9 ~ 1998. 10)
제2대 의장
일본 토야마현 나끼오끼 유타까 지사(1998.10 ~ 2000.09)
제3대 의장
일본 효고현 이도 토시죠 지사(2000.09 ~ 2002.09)
※ 제3차 실무위원회 개최(2001.08)시 하바롭스크는 의장단체가 주관하는 회의의 순서를 실무위원회→총회 순으로 변경할 것을 제의
제4대 의장
러시아 하바롭스크변경주 이사예프 주지사(2002.09 ~ 2002.09)
※ 제3차 실무위원회 개최결과에 따라 하바롭스크가 원포인트 의장직을 수행하고 바로 헤이룽장성으로 의장직 이관 (2002.09)
제5대 의장
중국 헤이룽장성 장쭈어지 성장(2002.09 ~ 2004.09)
제6대 의장
한국 부산광역시 허남식 시장(2004.09 ~ 2006.09)
제7대 의장
중국 산둥성 지앙따밍 성장(2006.09 ~ 2008.09)
제8대 의장
한국 경기도 김문수 지사(2008.09 ~ 2010.10)
제9대 의장
중국 닝샤후이족자치구 왕쩡웨이 주석(2010.10 ~ 2012.07)
제10대 의장
한국 전라남도 박준영 지사(2012.07 ~ 2014.06)
한국 전라남도 이낙연 지사(2014.07 ~ 2014.10)
제11대 의장
러시아 이르쿠츠크주 예로센코 세르게이 블라디미로비치 지사(2014.11 ~ 2015.09)
러시아 이르쿠츠크주 레프첸코 세르게이 지사(2015.10 ~ 2016.09)
제12대 의장
중국 후난성 쉬다저 성장(2016.9 ~2018.10)
제13대 의장
러시아 사하공화국 수반 '아이센 니콜라예프' (2018.11 ~ 2021.08)
제 14대 의장
한국 울산광역시 송철호 시장 (2021.08 ~ 2022.06) 한국 울산광역시 김두겸 시장 (2022.07 ~ 2023.10)
재 15대 의장
중국 랴오닝성 리러청 성장 (2023. 10 ~ 현재)

## 사무국
대한민국 경상북도가 NEAR 상설사무국을 유치하여, 2005년 5월 2일부터 경상북도 포항시에 설치 운영되고 있다. 조직은 사무총장 및 2부체제(기획홍보부, 국제협력부)로 구성되어 있으며, 경상북도 파견 공무원, 국가별 전문위원, 각국회원단체 파견 공무원이 함께 근무하고 있다. 사무국은 예산편성•집행, 회계보고서 작성, 회원자치단체간의 업무 연락 및 조정, 총회, 실무위원회 및 분과위원회의 운영지원과 의결사항의 집행 등 연합 운영의 중추적인 역할을 담당하고 있다.

## 역대 사무총장
이해두(2006.1-2011.3)
김재효(2011.5-2014.12)
전재원(2015.4-2017.3)
홍종경(2017.4-2019.4)
김옥채(2019.5-2022.11)
임병진(2023.2-현재)